# A Musical Massacre
Albums de The Beatnuts
Remix EP: The Spot
(1998) World Famous Classics: 1993-1998
(1999)
Singles
1. Watch Out Now
Sortie : 4 mai 1999
2. Se Acabo
Sortie : 1999

A Musical Massacre est le troisième album studio des Beatnuts, sorti le 10 août 1999.
L'album s'est classé 10e au Top R&B/Hip-Hop Albums et 35e au Billboard 200.

## Liste des titres
| No  | Titre                                                     | Contient un (des) sample(s) de                                                        | Durée |
| --- | --------------------------------------------------------- | ------------------------------------------------------------------------------------- | ----- |
| 1.  | Intro                                                     |                                                                                       | 2:03  |
| 2.  | Beatnuts Forever (featuring Triple Seis et Marlon Manson) | Giving Up de Zulema I Got The de Labi Siffre                                          | 3:14  |
| 3.  | Muchachacha (featuring Willie Stubz et Swinger)           | Black Night de Daniel Janin & JC Pierric                                              | 4:08  |
| 4.  | I Love It                                                 | And I Love Her d'Enoch Light                                                          | 4:14  |
| 5.  | Slam Pit (featuring Cuban Link et Common)                 | Off the Books des Beatnuts Find That des Beatnuts Live at the Barbeque de Main Source | 3:26  |
| 6.  | Wild, Wild, What!                                         |                                                                                       | 0:45  |
| 7.  | Look Around (featuring dead prez et Cheryl Pepsii Riley)  | And I Love Her d'Enoch Light Gracias Mi Amor de Danny Rivera                          | 5:18  |
| 8.  | Cocotaso (featuring Tony Touch)                           |                                                                                       | 2:16  |
| 9.  | Monster for Music                                         | Baggin & Boastin des Jungle Brothers                                                  | 2:49  |
| 10. | Spelling Beatnuts with Lil' Donny                         | Sesame Street de Blowfly                                                              | 1:18  |
| 11. | Puffin' on a Cloud                                        | Under the Influence of Love du Love Unlimited Orchestra                               | 5:10  |
| 12. | Turn It Out (featuring Greg Nice)                         | A Nightingale Sang in Berkeley Square du New Vaudeville Band                          | 4:54  |
| 13. | Rated R (featuring Nogoodus)                              |                                                                                       | 1:46  |
| 14. | Who You're Fuckin' Wit                                    | Somebody's on Your Case d'Ann Peebles                                                 | 0:50  |
| 15. | Story 2000 (featuring Patrick Blazy)                      | Jungle Fever des Chakachas                                                            | 3:24  |
| 16. | Watch Out Now (featuring Yellaklaw)                       | Hi-Jack d'Enoch Light                                                                 | 2:55  |
| 17. | You're a Clown (featuring Biz Markie et Tyler Fernandez)  | Never on Sunday de Don Costa                                                          | 5:00  |
| 18. | Buddah in the Air (featuring Carl Thomas et Gob Goblin)   |                                                                                       | 6:14  |
| 19. | Se Acabo (It's Over) (featuring Swinger et Magic Juan)    | Se Acabo de Marco Antonio Muñiz                                                       | 4:13  |